# Накія
Накія, також відома як Закуту, була дружиною ассирійського царя Сіннаххеріба (прав. 705—681 до н. е.) та матір'ю його сина і наступника Асархаддона (прав. 681—669 до н. е.). Накія є найкраще задокументованою жінкою в історії Новоассирійської імперії і, можливо, найвпливовішою жінкою в історії Ассирії. Вона була однією з небагатьох ассирійських жінок, зображених у творах мистецтва, що замовляли власні будівельні проекти та отримували хвалебні епітети від придворних. Накія також є єдиною відомою ассирійською особою, окрім царів, яка уклала договір.

## Ім'я та походження
Хоча достеменних відомостей про походження Накії немає, її два імені можуть вказувати на неассирійське походження, можливо, з Вавилонії або Леванту. Ім'я Накія має арамейське або західносемітське походження, тоді як Закуту — аккадське. Ім'я Закуту використовувалося рідко і, ймовірно, було прийняте після її приєднання до ассирійської королівської родини. Обидва імені означають «чистота» або «чистий». Відомо, що у Накії була сестра Абірамі, яка придбала землю в місті Барурі в 674 до н. е..

## Біографія

### Правління Сеннаххеріба
Враховуючи, що Накія народила Асархаддона приблизно в 713 до н. е., вона не могла народитися пізніше 728 до н. е.. Накія була однією з дружин Сіннаххеріба (прав. 705—681 до н. е.), а шлюб відбувся наприкінці 8 століття, коли Сеннаххеріб був кронпринцем за правління Саргон II. Окрім Асархаддона, невідомо, хто з дітей Сеннаххеріба був дітьми Накії. Ймовірно, вона була матір'ю дочки Сеннаххеріба Шаддіту, яка мала чільне становище за Асархаддона. Накія не була матір'ю старших синів Сеннаххеріба, таких як Арда-Муліссу.
Чи була Накія царицею за правління Сіннаххеріба, залишається дискусійним, оскільки іншою царицею була Ташмету-шаррат. Ассирійські царі мали кілька дружин, але лише одна могла бути царицею в певний момент. Накія згадується як цариця (mí.é.gal) у документах часів Асархаддона, можливо, ретроактивно. Єдиним можливим свідченням за життя Сеннаххеріба є намистина з написом, що називає її царицею. Можливо, Накія стала царицею наприкінці правління Сеннаххеріба після смерті Ташмету-шаррат (засвідчена бл. 694 до н. е.). У 684 до н. е. Накія, ймовірно, вплинула на призначення Асархаддона спадкоємцем замість Арда-Муліссу. Вона використовувала ворожіння та астрологію, щоб підтримати його позицію, і підтримувала контакти з пророками в місті Арбела. Після призначення Асархаддона Сеннаххеріб надав Накії землі, звільнені від податків, де вона згадана як «мати кронпринца».

### Правління Асархаддона
За правління Асархаддона Накія досягла найвищого становища, отримавши титул уммі шарі («Мати царя»). Вона зберегла цей титул і за правління онука Ашшурбаніпала (прав. 669—631 до н. е.), хоча вже не була матір'ю правлячого царя. Накія була найвидатнішою царицею-матір'ю в історії Ассирії. На початку правління Асархаддона вона збудувала для нього палац у Ніневії, що було незвичним для цариць, і залишила напис, натхненний царськими текстами. Накія володіла маєтками по всій імперії, зокрема в місті Лахір (Вавилонія), яким, можливо, керувала самостійно. Документ 678 до н. е. називає Лахір частиною «володіння цариці-матері». Вона також мала володіння в Харрані та, можливо, статую в Гадісе.
Накія була надзвичайно багатою, можливо, багатшою за царицю Асархаддона Ешарра-Хаммат. Вона робила пожертви храмам, постачала коней до палацу та мала великий штат. Листи до неї містили улесливі епітети, як-от «здатна, як Адапа», а юридичний документ стверджував, що її вердикт був «таким же остаточним, як вердикт богів». Її безпека викликала занепокоєння: один документ запитував, чи охоронець захищатиме Накію «як самого себе». Листи до Накії стосувалися релігійних і політичних питань, зокрема, можливо, участі у відбудові Вавилона, зруйнованого Сіннаххерібом. Її популярність могла бути пов'язана з бурхливим сходженням Асархаддона після громадянської війни з Арда-Муліссу. Філіп Клансьє припустив, що Накія могла командувати арміями під час війни, хоча це не підтверджено. Асархаддон, хронічно хворий, довіряв Накії, Ешарра-Хаммат і дочці Шеруа-Етірат більше, ніж чоловікам у родині, надаючи їм значний вплив. Успіхи імперії частково приписувалися Накії, можливо, через її зв'язок із богинею Іштар.

### Пізніше життя та договір Закуту
Останні свідчення про Накію датуються 669 до н. е., коли після смерті Асархаддона вона уклала «Договір Закуту», що зобов'язав царську родину, аристократію та Ассирію присягнути на вірність Ашшурбаніпалу. Це єдиний відомий договір, укладений не царем. Договір, створений поспішно, закликав повідомляти про змови проти Ашшурбаніпала. Текст договору:
Договір Закуту, цариці Сеннаххеріба, царя Ассирії, матері Асархаддона, царя Ассирії, (бабусі Ашшурбаніпала, царя Ассирії) з Шамаш-шум-укіном, його рівним братом, з Шамаш-мету-убаллітом та рештою його братів, з родичами царя, з чиновниками та намісниками, бородатими та євнухами, придворними, звільненими від плати людьми та кожним, хто входить до палацу, з народом Ассирії, малим і великим: Кожен, хто (укладе) цей договір, який Закуту, цариця-вдова, нав'язала всьому народу Ассирії від імені Ашшурбаніпала, свого улюбленого онука, кожен, хто […] бреше та виконує обманливий чи злий план або повстає проти Ашшурбаніпала, царя Ассирії, вашого пана; у ваших серцях замишляє злі інтриги (або) говорить наклеп на Ашшурбаніпала, царя Ассирії, вашого пана; у ваших серцях замишляєте (або) плануєте злу місію (або) злий план повстання (і) проти Ашшурбаніпала, царя Ассирії, вашого пана; […] або змовляєтеся з іншим для вбивства Ашшурбаніпала, царя Ассирії, вашого пана: Нехай […] Юпітер, Венера, Сатурн, Меркурій, […] (І якщо) з цього дня ви (почуєте) злий (план) змови (і) повстання проти Ашшурбаніпала, царя Ассирії, вашого пана, ви прийдете та повідомите Закуту, його (бабусі) матері та Ашшурбаніпала, царя Ассирії, вашого пана; і якщо ви почуєте про (змову) вбити або знищити Ашшурбаніпала, царя Ассирії, вашого пана, ви прийдете та повідомите Закуту, його (бабусі) матері та Ашшурбаніпала, царя Ассирії, вашого пана; і якщо ви почуєте про злі інтриги, що замишляються проти Ашшурбаніпала, царя Ассирії, вашого пана, ви скажете (про це) в присутності Закуту, його (бабусі) матері та Ашшурбаніпала, царя Ассирії, вашого пана; А якщо почуєш і дізнаєшся, що серед тебе є люди, які змовляються чи плетуть змову, — чи то бородаті чоловіки, чи євнухи, чи то його брати, чи царські родичі, чи твої брати, чи твої друзі, чи будь-хто в усій країні, — якщо почуєш або дізнаєшся, то схопиш і вб'єш їх і приведеш до Закуту, його (бабусі), та Ашшурбаніпала, царя Ассирії, твого пана.
Після сходження Ашшурбаніпала Накія відійшла від публічного життя. Себастьян Фінк вважає, що вона померла невдовзі після 669 до н. е., тоді як Грегорі Кук припускає смерть до розграбування Фів у 663 до н. е. Джек Фінеган вважав, що Накія була живою під час війни між Ашшурбаніпалом і Шамаш-шум-укіном (652—648 до н. е.) і підтримувала Ашшурбаніпала.

## Спадщина
Накія досягла безпрецедентного рівня популярності та впливу для жінки свого часу. Вона є найкраще задокументованою і, можливо, найвпливовішою жінкою неоассирійського періоду. На відміну від інших цариць, чиї імена рідко згадуються, Накія та цариця Ашшурбаніпала Ліббалі-шаррат зображені на царських рельєфах. На рельєфі з Асархаддоном Накія зображена майже як рівна йому, у «муральній короні».
У греко-римській традиції Накія могла надихнути образ Нітокріди, цариці, пов'язаної з будівельними проектами у Вавилоні. Цей зв'язок може походити від її маєтків у Лахірі, участі у відбудові Вавилона чи палацу в Ніневії, який греки могли плутати з Вавилоном. Деякі елементи легенди про Семіраміду, зокрема заснування Вавилона, також можуть стосуватися Накії.
Історики по-різному оцінюють Накію: Сара Мелвілл вважає її безкорисливою матір'ю, що підтримувала сина, тоді як Зафріра Бен-Барак бачить у ній амбітну політикиню